# Саммерлін-Саут (Невада)
Саммерлін-Саут (англ. Summerlin South) — переписна місцевість (CDP) в США, в окрузі Кларк штату Невада. Населення — 30 744 особи (2020).

## Географія
Саммерлін-Саут розташований за координатами 36°7′28″ пн. ш. 115°19′57″ зх. д. / 36.12444° пн. ш. 115.33250° зх. д. (36.124338, -115.332434).  За даними Бюро перепису населення США в 2010 році переписна місцевість мала площу 24,98 км², уся площа — суходіл.

## Демографія
Згідно з переписом 2010 року, у переписній місцевості мешкало 24 085 осіб у 10 173 домогосподарствах у складі 6787 родин. Густота населення становила 964 особи/км².  Було 11542 помешкання (462/км²).
Расовий склад населення:
| - 76,2 % — білих - 12,8 % — азіатів - 4,4 % — чорних або афроамериканців - 0,4 % — вихідців з тихоокеанських островів - 0,4 % — корінних американців - 1,8 % — осіб інших рас |

До двох чи більше рас належало 3,9 %. Частка іспаномовних становила 8,6 % від усіх жителів.
За віковим діапазоном населення розподілялося таким чином: 21,3 % — особи молодші 18 років, 60,7 % — особи у віці 18—64 років, 18,0 % — особи у віці 65 років та старші. Медіана віку мешканця становила 42,9 року. На 100 осіб жіночої статі у переписній місцевості припадало 93,6 чоловіків;  на 100 жінок у віці від 18 років та старших — 92,3 чоловіків також старших 18 років.
Середній дохід на одне домашнє господарство  становив 136 454 долари США (медіана — 89 167), а середній дохід на одну сім'ю — 146 595 доларів (медіана — 99 578). Медіана доходів становила 73 695 доларів для чоловіків та 63 079 доларів для жінок. За межею бідності перебувало 6,9 % осіб, у тому числі 11,6 % дітей у віці до 18 років та 4,2 % осіб у віці 65 років та старших.
Цивільне працевлаштоване населення становило 11 487 осіб. Основні галузі зайнятості: мистецтво, розваги та відпочинок — 19,7 %, освіта, охорона здоров'я та соціальна допомога — 18,0 %, науковці, спеціалісти, менеджери — 17,7 %.